# Théâtre Maxime-Gorki
Pour les articles homonymes, voir Théâtre Maxime Gorki (homonymie).
Ne doit pas être confondu avec  Théâtre Maxime Gorki de Nijni Novgorod ou   Théâtre Maxime Gorki au Petit-Quevilly.
Le théâtre Maxime-Gorki (en allemand : Maxim Gorki Theater) est un théâtre de Berlin-Mitte dénommé d'après l'écrivain soviétique Maxime Gorki.
En 2015, les régisseurs en sont Nurkan Erpulat (de), d'origine turque, Sebastian Nübling (de), et la dramaturge austro-israélienne Yael Ronen.

## Le théâtre

### Histoire
Le théâtre est fondé en 1952 et dirigé par Maxim Vallentin (de), ancien élève de Constantin Stanislavski. Son répertoire est composé principalement d’œuvres d'auteurs russes et soviétiques.
Il ouvre en octobre 1952 avec la première représentation de la pièce soviétique Für die auf See (Pour ceux qui sont en mer) de Boris Lavrenev.
À la fin des années 1950, le théâtre programme des pièces telles que Nacktes Gras d'Alfred Matusche, Die Korrektur et Der Lohndrücker de  Heiner Müller. Ce dernier travaille au Maxim Gorgi Theater comme dramaturge.
La pièce Die Übergangsgesellschaft (La société de transition) de Volker Braun créée dans la mise en scène de Thomas Langhoff en 1988 a fait sensation et été perçue comme un adieu aux conditions sociales de RDA.

### Directeurs
| 1952–1968            | 1968–1994            | 1994–2001        | 2001–2006         | 2006–2013         | depuis 2013/14                       |
| Maxim Vallentin (de) | Albert Hetterle (de) | Bernd Wilms (de) | Volker Hesse (de) | Armin Petras (de) | Shermin Langhoff et Jens Hillje (de) |

## Le bâtiment

### Histoire

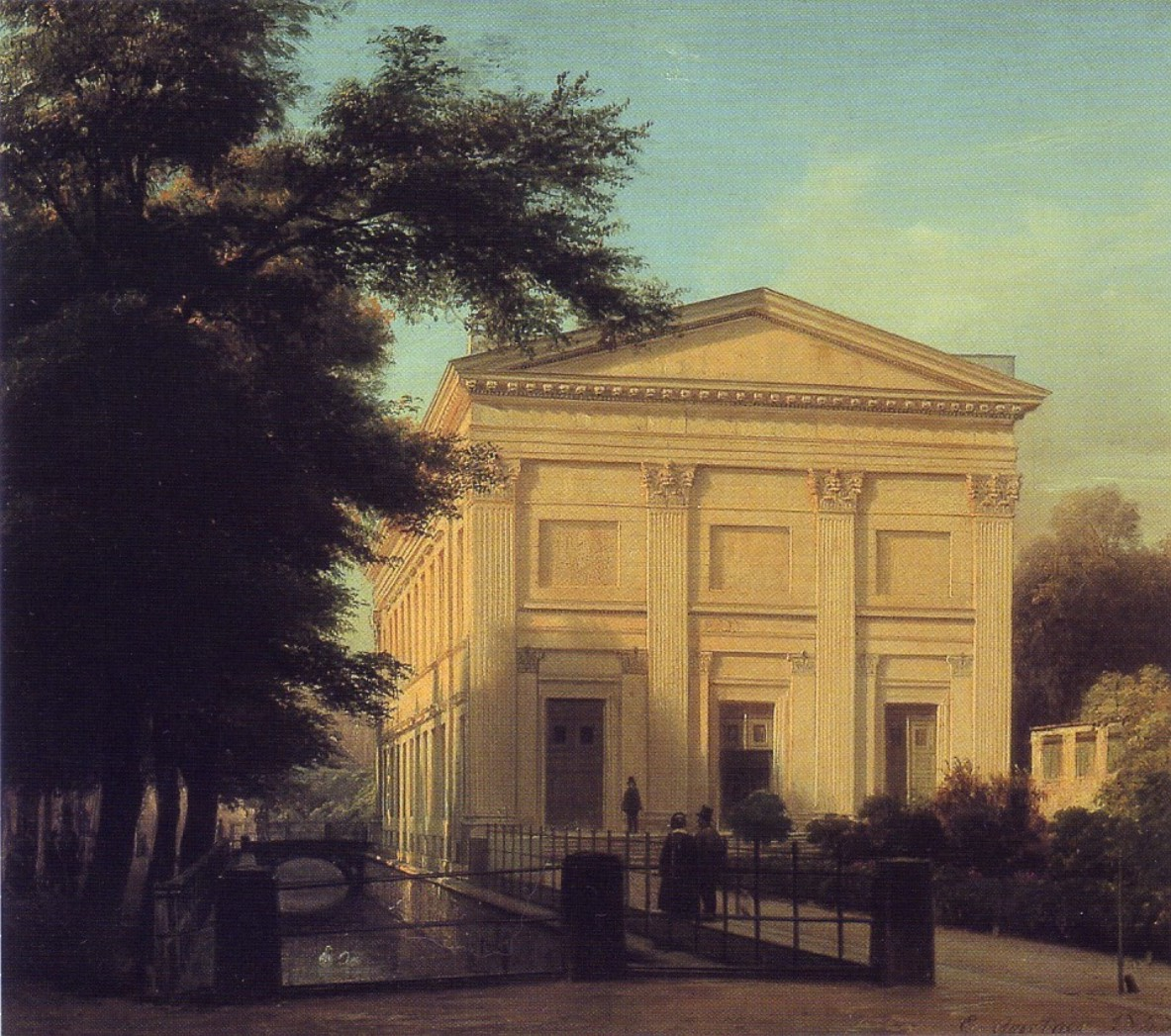
L'Académie de chant de Berlin, peinte en 1843, lieu où siégea l'Assemblée nationale prussienne.

Il s'agit de la salle de concert la plus ancienne de Berlin. Le bâtiment est construit pour l'Académie de chant de Berlin fondée en 1791 par Carl Friedrich Christian Fasch, dont le directeur est Carl Friedrich Zelter entre 1825 et 1827. De style néo-classique, l'édifice a été conçu et exécuté par l'architecte Carl Theodor Ottmer qui a utilisé les plans de Karl Friedrich Schinkel.
Le 11 mars 1829, Félix Mendelssohn dirige en ce lieu la première représentation de la Passion selon saint Matthieu de Jean-Sébastien Bach qu'il a redécouverte. À l'été 1848, le bâtiment est le siège de l'Assemblée nationale prussienne.

### Architecture
Le théâtre est un bâtiment de plan rectangulaire dont la façade est en forme de temple. Sur quatre pilastres corinthiens délimitant trois portails reposent l'entablement et un tympan. Les chapiteaux sont ornés d'une frise de griffons. Après la Seconde Guerre mondiale, seule la façade du bâtiment lourdement endommagé a été reconstruite à l'identique. Les parties latérales du bâtiment comportaient des fenêtres aux deux étages avant la guerre.

## Créations et mises en scène notables
- 2003 : Wild Boys de Robert Thalheim
- 2006 : Protection de Anja Hilling, mise en scène de Simone Eisenring.
- 2006 : Out of focus de Milo Rau
- 2010 : Die Überflüssigen de Philipp Löhle
- 2015 : The Situation de Yael Ronen
- 2017 : Situation Object 2 d'Amir Shpilman

## Acteurs et anciens acteurs
- Adriana Altaras
- Ichgola Androgyn
- Margarita Broich
- Julischka Eichel
- Pegah Ferydoni
- Samuel Finzi
- Julia Jentsch
- Felix Klare
- Uwe Kockisch
- Hans-Peter Minetti
- Alfred Müller
- Udo Schenk
- Götz Schubert
- Jörg Schüttauf
- Edgar Selge
- Eric Stehfest
- Picco von Groote

## Récompenses
- 2014 et 2016 : Théâtre de l'année (Theater des Jahres).
- 2015 : Prix fédéral du théâtre (Theaterpreis des Bundes), 80 000 euros.
- 2016 : Prix du théâtre Berlin (Theaterpreis Berlin), 20 000 euros, pour les directeurs Shermin Langhoff et Jens Hillje.